# Cucurbitacine

Cucurbita-5-ène avec le nombre standard d'atomes de carbone.

Les cucurbitacines sont un groupe de composés organiques présents chez certaines espèces de plantes, en particulier dans la famille des Cucurbitaceae, qui comprend entre autres les courges et gourdes.
Ces substances, qui résistent à la cuisson et congélation sont cytotoxiques et vénéneuses pour certains organismes animaux. Elles jouent un rôle dans la défense de ces plantes contre les rongeurs et herbivores. Certaines cucurbitacines figurent parmi les substances les plus amères pour l'homme.

## Biochimie
Les cucurbitacines sont classées parmi les stéroïdes, dérivés d'un hydrocarbure triterpène, le cucurbitane, et plus précisément de sa variante insaturée cucurbita-5-ène, ou 19-(10→9β)-abeo-10α-lanost-5-ène.
Elles se présentent souvent sous la forme de glycosides.

## Dans la nature
Ces substances et leurs dérivés ont été trouvées dans de nombreuses familles de plantes, dont les Brassicaceae, Cucurbitaceae, Scrophulariaceae, Begoniaceae, Elaeocarpaceae, Datiscaceae, Desfontainiaceae, Polemoniaceae, Primulaceae, Rubiaceae, Sterculiaceae, Rosaceae et Thymelaeaceae), chez certains genres de champignons (dont Russula et Hebeloma) ainsi que chez certains mollusques marins.

## Risques pour la santé
Ces molécules sont non-mortelles mais irritantes.
En cas d'ingestion d’une courge amère, elles peuvent provoquer des vomissements, diarrhées sanglantes potentiellement sources d'une déshydratation sévère, accompagnés de vertiges, palpitations, hypotension et parfois d'une hypersalivation ; Une Américaine aurait perdu ses cheveux à la suite d'une intoxication alimentaire de ce type[réf. nécessaire] et la déshydratation sévère peut parfois nécessiter une hospitalisation.
Les centres antipoison sont fréquemment sollicités pour de telles intoxications ; ainsi en France de 2012 à 2016 :
- en cinq ans, 353 personnes ont déclaré des symptômes (digestifs surtout) ou a minima une amertume buccale.
- on n'a jamais jugé que les patients risquaient la mort, mais dans 4 % des cas les symptômes étaient prononcés ou prolongés. A noter que la courge amère venait du potager familial dans 54 % des cas où l'information sur l'origine de la courge était donnée. Dans les 46 % d'autres cas la courge venait du commerce.
- parmi les confusions les plus fréquentes de plantes toxiques avec des plantes comestibles (pour 1 159 confusions recensées par les centres antipoison), la confusion de courges amères ou coloquintes avec des courges comestibles a été la troisième confusion la plus fréquente (8,5 % de toutes les confusions), après les bulbes toxiques confondus avec des bulbes comestibles (12 %) et les marrons d’Inde confondus avec des châtaignes (11 %).

Sörensen & al. ont récemment (2018) montré que la cucurbitacine E (à des concentrations sous-stoechiométriques) agit sur l'actine dans les cellules vivantes en inhibant sa dépolymérisation sans affecter la polymérisation, via un mécanisme nouveau (différent de celui qui était connu avec la jasplakinolide). La cucurbitacine E se lie spécifiquement à l'actine filamenteuse (actine F) formant une liaison covalente au résidu Cys257, mais pas à l'actine monomère (actine G). Or, l'actine est une protéine parmi les plus abondantes de la cellule, élément-clé du cytosquelette, importante pour de nombreuses fonctions (morphogenèse cellulaire, mouvement, adhésion, polarité, division).
Les « courges amères » sont faciles à détecter car une courge comestible crue a un goût neutre, ou légèrement sucré. Si quand on en goûte un morceau (avant de la cuisiner) il est amer, alors la courge est impropre à la consommation.
En 2019, l’ANSES a réalerté sur le fait que des courges comestibles cultivées au potager peuvent devenir amères par croisement avec des cousines ornementales amères (coloquintes aux formes et couleurs esthétiques mais non-comestibles), tout en conservant parfois la même apparence. Dans ce type de contexte, il convient de goûter les courges avant de les cuire, et idéalement de ne pas les replanter d’une année sur l’autre à partir de leurs graines. Les restes d'une courge amère peuvent être compostés, mais il est alors utiles d'en détruire préalablement les graines (ébouillantage, passage au four à micro-onde, broyage...).

## Intérêt médicinal
A.M. Arel-Dubeau a en 2014 démontré in vitro des effets neuroprotecteurs de la cucurbitacine E sur un modèle de la maladie de Parkinson.